# Persone di nome Emilio
| Questa pagina contiene informazioni ricavate automaticamente dalle voci biografiche con l'ausilio del template Bio e di un bot. L'aggiornamento è periodico e automatico e ricostruisce completamente la pagina. Se manca una persona in questa lista, sei pregato di non aggiungerla, ma accertati piuttosto che la sua voce biografica contenga il template Bio e che i dati anagrafici siano correttamente compilati. Se il template Bio manca, inseriscilo tu stesso o, in alternativa, metti l'avviso {{tmp\|Bio}} che ne segnala la mancanza. Se i dati riportati sono sbagliati, correggi direttamente la voce biografica; le modifiche saranno visibili in questa lista entro pochi giorni. Per chiarimenti vedi il progetto antroponimi. La lista contiene solo le 513 persone che sono citate nell'enciclopedia e per le quali è stato implementato correttamente il template Bio. Pagina aggiornata al 6 ago 2025. |

Questa è una lista di persone presenti nell'enciclopedia che hanno il nome Emilio, suddivise per attività principale.

## Allenatori di calcio(8)
- Emilio Belmonte, allenatore di calcio e ex calciatore italiano (Montevideo, n. 1972)
- Emilio Commisso, allenatore di calcio e ex calciatore argentino (Córdoba, n. 1956)
- Emilio De Leo, allenatore di calcio italiano (Napoli, n. 1978)
- Emilio Doveri, allenatore di calcio e ex calciatore italiano (Buti, n. 1955)
- Emilio Ferrera, allenatore di calcio e ex calciatore belga (Schaerbeek, n. 1967)
- Emilio Gratton, allenatore di calcio e calciatore italiano (Gradisca d'Isonzo, n. 1932 - Livorno, † 2014)
- Emilio Grossi, allenatore di calcio e dirigente sportivo italiano
- Emilio Monaldi, allenatore di calcio e ex calciatore italiano (Porto Recanati, n. 1947)

## Allenatori di ginnastica(1)
- Emilio Baumann, allenatore di ginnastica italiano (Canonica d'Adda, n. 1843 - Roma, † 1916)

## Ammiragli(3)
- Emilio Brenta, ammiraglio italiano (Torino, n. 1889 - Rocca Priora, † 1978)
- Emilio Ferreri, ammiraglio italiano (Roma, n. 1894 - Roma, † 1981)
- Emilio Eduardo Massera, ammiraglio argentino (Paraná, n. 1925 - Buenos Aires, † 2010)

## Anarchici(2)
- Emilio Covelli, anarchico italiano (Trani, n. 1846 - Nocera Inferiore, † 1915)
- Emilio Strafelini, anarchico e antifascista italiano (Rovereto, n. 1897 - Fai della Paganella, † 1964)

## Antifascisti(1)
- Emilio Bonatti, antifascista e partigiano italiano (Stienta, n. 1916 - Rovigo, † 2013)

## Arbitri di calcio(3)
- Emilio Soriano Aladrén, ex arbitro di calcio spagnolo (Saragozza, n. 1945)
- Emilio Ostinelli, ex arbitro di calcio italiano (Como, n. 1979)
- Emilio Pellegrino, ex arbitro di calcio italiano (Barcellona Pozzo di Gotto, n. 1958)

## Archeologi(1)
- Emilio Rodríguez Almeida, archeologo e storico spagnolo (Madrigal de las Altas Torres, n. 1930 - Valladolid, † 2016)

## Architetti(9)
- Emilio Alemagna, architetto e ingegnere italiano (Milano, n. 1833 - Barasso, † 1910)
- Emilio Ambasz, architetto e designer argentino (Resistencia, n. 1943)
- Emilio De Fabris, architetto italiano (Firenze, n. 1807 - Firenze, † 1883)
- Emilio Decker, architetto italiano (Torino, n. 1892 - Torino, † 1967)
- Emilio Lancia, architetto italiano (Milano, n. 1890 - Besozzo, † 1973)
- Emilio Mattioni, architetto italiano (Udine, n. 1934 - Udine, † 2022)
- Emilio Paor, architetto italiano (Trento, n. 1863 - Trento, † 1935)
- Enrico Zanoni, architetto italiano (Milano, n. 1868 - † 1948)
- Emilio Stramucci, architetto italiano (Roma, n. 1845 - Firenze, † 1926)

## Arcivescovi cattolici(4)
- Emilio Benavent Escuín, arcivescovo cattolico spagnolo (Valencia, n. 1914 - Malaga, † 2008)
- Emilio Ferrais, arcivescovo cattolico italiano (Verona, n. 1869 - Catania, † 1930)
- Emilio Maria Miniati, arcivescovo cattolico italiano (Firenze, n. 1839 - † 1918)
- Emilio Nappa, arcivescovo cattolico italiano (Napoli, n. 1972)

## Artisti(4)
- Emilio Conciatori, artista e pittore italiano (Roma, n. 1933 - Roma, † 2017)
- Emilio Isgrò, artista, scrittore e poeta italiano (Barcellona Pozzo di Gotto, n. 1937)
- Emilio Prini, artista italiano (Stresa, n. 1943 - Roma, † 2016)
- Emilio Villa, artista, poeta e biblista italiano (Affori, n. 1914 - Rieti, † 2003)

## Astronomi(1)
- Emilio Bianchi, astronomo italiano (Maderno sul Garda, n. 1875 - Merate, † 1941)

## Attori(21)
- Emilio Baldanello, attore e drammaturgo italiano (Padova, n. 1902 - Venezia, † 1952)
- Emilio Bonucci, attore e doppiatore italiano (Roma, n. 1948 - Roma, † 2022)
- Emilio Cappuccio, attore e doppiatore italiano (Napoli, n. 1939)
- Emilio Cigoli, attore, doppiatore e direttore del doppiaggio italiano (Livorno, n. 1909 - Roma, † 1980)
- Emilio De Marchi, attore italiano (Candiana, n. 1959)
- Emilio Delgado, attore statunitense (Calexico, n. 1940 - New York, † 2022)
- Emilio Delle Piane, attore italiano (Lavagna, n. 1938 - Lavagna, † 2014)
- Emilio Echevarría, attore messicano (Città del Messico, n. 1944 - Città del Messico, † 2025)
- Emilio Estevez, attore, regista e sceneggiatore statunitense (New York, n. 1962)
- Emilio Ghione Jr, attore e produttore cinematografico italiano (Roma, n. 1911 - Nettuno, † 1982)
- Emilio Ghione, attore e regista italiano (Torino, n. 1879 - Roma, † 1930)
- Emilio Gutiérrez Caba, attore spagnolo (Valladolid, n. 1942)
- Emilio Insolera, attore, produttore cinematografico e sceneggiatore italiano (Buenos Aires, n. 1979)
- Emilio Laguna, attore spagnolo (Valladolid, n. 1930)
- Emilio Marchesini, attore e doppiatore italiano (Vasto, n. 1930 - Roma, † 1992)
- Emilio Martire, attore cinematografico e attore teatrale italiano (Napoli, n. 1984)
- Emilio Petacci, attore italiano (Roma, n. 1886 - Roma, † 1965)
- Emilio Rivera, attore statunitense (San Antonio, n. 1961)
- Emilio Sakraya, attore e musicista tedesco (Berlino, n. 1996)
- Emilio Solfrizzi, attore e comico italiano (Bari, n. 1962)
- Emilio Zago, attore italiano (Venezia, n. 1852 - Venezia, † 1929)

## Aviatori(2)
- Emilio Pensuti, aviatore italiano (Perugia, n. 1890 - Vizzola Ticino, † 1918)
- Emilio Pucci, aviatore, stilista e politico italiano (Napoli, n. 1914 - Firenze, † 1992)

## Avvocati(6)
- Emilio Bacci, avvocato, magistrato e politico italiano (Campi Bisenzio, n. 1831 - Frascati, † 1907)
- Emilio Nicola Buccico, avvocato e politico italiano (Matera, n. 1940)
- Emilio Pasanisi, avvocato e dirigente d'azienda italiano (Roma, n. 1908 - Roma, † 2000)
- Emilio Rosini, avvocato e politico italiano (Falconara Marittima, n. 1922 - Venezia, † 2010)
- Emilio Sineo, avvocato e politico italiano (Sale, n. 1850 - Torino, † 1898)
- Emilio Valencia, avvocato e ex calciatore ecuadoriano (Guayaquil, n. 1965)

## Banchieri(1)
- Emilio Botín, banchiere e imprenditore spagnolo (Santander, n. 1934 - Madrid, † 2014)

## Baritoni(3)
- Emilio Barbieri, baritono italiano (Mezzana, n. 1848 - Pisa, † 1899)
- Emilio Bione, baritono italiano (La Spezia, n. 1882 - La Spezia, † 1957)
- Emilio de Gogorza, baritono e insegnante statunitense (Brooklyn, n. 1872 - New York, † 1949)

## Biochimici(1)
- Emilio Muñoz Ruiz, biochimico spagnolo (Valencia, n. 1937)

## Bobbisti(1)
- Emilio Dell'Oro, bobbista italiano (n. 1900)

## Botanici(1)
- Emilio Chiovenda, botanico italiano (Roma, n. 1871 - Bologna, † 1941)

## Canottieri(1)
- Emilio Trivini, canottiere italiano (Dongo, n. 1938 - Roma, † 2022)

## Cantanti(3)
- Emilio Livi, cantante italiano (Firenze, n. 1902 - Buenos Aires, † 1973)
- Emilio Pericoli, cantante italiano (Cesenatico, n. 1928 - Savignano sul Rubicone, † 2013)
- Emilio Santiago, cantante brasiliano (Rio de Janeiro, n. 1946 - Rio de Janeiro, † 2013)

## Cantautori(1)
- Emilio Locurcio, cantautore, compositore e attore italiano (Torino, n. 1953 - Torino, † 2021)

## Cestisti(9)
- Emilio Achacoso, ex cestista filippino (Manila, n. 1932)
- Emilio Alonso, cestista cubano (L'Avana, n. 1913 - Madrid, † 1998)
- Emilio Clerici, cestista italiano (Varese, n. 1923 - Genova, † 2024)
- Emilio Giassetti, cestista e allenatore di pallacanestro italiano (Trieste, n. 1906 - Carisio, † 1957)
- Germán Haller, ex cestista uruguaiano (Mercedes, n. 1952)
- Emilio López, cestista messicano (San Luis Potosí, n. 1923)
- Raúl López López, cestista e allenatore di pallacanestro cileno (Antofagasta, n. 1923)
- Zeke Sinicola, cestista statunitense (New York, n. 1929 - New York, † 2011)
- Emilio Taboada, cestista uruguaiano (Montevideo, n. 1982)

## Ciclisti su strada(5)
- Emilio Casalini, ciclista su strada italiano (Cornocchio di Golese, n. 1941 - Parma, † 2024)
- Emilio Chironi, ciclista su strada italiano (Gorla Minore, n. 1888 - Milano, † 1954)
- Emilio Petiva, ciclista su strada italiano (Torino, n. 1890 - Torino, † 1980)
- Emilio Ravasio, ciclista su strada italiano (Carate Brianza, n. 1962 - Palermo, † 1986)
- Emilio Rodríguez, ciclista su strada spagnolo (Ponteareas, n. 1923 - Ponteareas, † 1984)

## Compositori(7)
- Emilio Arrieta, compositore spagnolo (Puente la Reina, n. 1823 - Madrid, † 1894)
- Emilio Bozzano, compositore e organista italiano (Genova, n. 1840 - Genova, † 1918)
- Emilio Cianchi, compositore italiano (Firenze, n. 1833 - Firenze, † 1890)
- Emilio Ghezzi, compositore italiano (Milano, n. 1955)
- Emilio Grimaldi, compositore e scrittore italiano (Cornigliano, n. 1921 - Genova, † 2006)
- Emilio Usiglio, compositore e direttore d'orchestra italiano (Parma, n. 1841 - Milano, † 1910)
- Emilio de' Cavalieri, compositore e organista italiano (Roma, n. 1550 - Roma, † 1602)

## Critici letterari(2)
- Emilio Bigi, critico letterario, storico della letteratura e italianista italiano (Orsara di Puglia, n. 1916 - Milano, † 2009)
- Emilio Cecchi, critico letterario e critico d'arte italiano (Firenze, n. 1884 - Roma, † 1966)

## Dermatologi(1)
- Emilio Respighi, dermatologo italiano (Parma, n. 1860 - Milano, † 1936)

## Diplomatici(2)
- Emilio Bello Codesido, diplomatico e politico cileno (Santiago del Cile, n. 1868 - Santiago del Cile, † 1963)
- Emilio Visconti Venosta, diplomatico e politico italiano (Milano, n. 1829 - Roma, † 1914)

## Direttori d'orchestra(1)
- Emilio Pomarico, direttore d'orchestra e compositore argentino (Buenos Aires, n. 1953)

## Direttori della fotografia(1)
- Emilio Roncarolo, direttore della fotografia e regista italiano (n. 1884 - † 1954)

## Dirigenti sportivi(6)
- Emilio Anatra, dirigente sportivo italiano (Napoli, † 1928)
- Emilio Butragueño, dirigente sportivo e ex calciatore spagnolo (Madrid, n. 1963)
- Emilio de la Forest de Divonne, dirigente sportivo italiano (Gaeta, n. 1899 - Torino, † 1961)
- Emilio Hirzel, dirigente sportivo italiano († 1932)
- Emilio Tricerri, dirigente sportivo italiano (n. 1913 - † 1991)
- Emilio Viqueira, dirigente sportivo e ex calciatore spagnolo (Santiago de Compostela, n. 1974)

## Disegnatori(1)
- Emilio Giannelli, disegnatore e vignettista italiano (Siena, n. 1936)

## Drammaturghi(1)
- Emilio Caglieri, commediografo italiano (n. 1898 - † 1986)

## Ebanisti(1)
- Emilio Po, ebanista e partigiano italiano (Modena, n. 1916 - Modena, † 1944)

## Economisti(3)
- Emilio Giardina, economista e politico italiano (Catania, n. 1933 - Catania, † 2024)
- Emilio Nazzani, economista italiano (Pavia, n. 1832 - † 1904)
- Emilio Rubbi, economista e politico italiano (Bologna, n. 1930 - Bologna, † 2005)

## Editori(1)
- Emilio Bestetti, editore e pittore italiano (Milano, n. 1879 - Milano, † 1954)

## Educatori(1)
- Emilio Giaccone, educatore italiano (Vaie, n. 1902 - Vaie, † 1972)

## Fantini(1)
- Emilio Lazzeri, fantino italiano (Volterra, n. 1865 - Volterra, † 1908)

## Farmacologi(1)
- Emilio Trabucchi, farmacologo e politico italiano (Verona, n. 1905 - Negrar, † 1984)

## Filatelisti(1)
- Emilio Diena, filatelista italiano (Modena, n. 1860 - Roma, † 1941)

## Filologi(2)
- Emilio Pasquini, filologo e storico della letteratura italiano (Padova, n. 1935 - Bologna, † 2020)
- Emilio Vuolo, filologo italiano (Montesano sulla Marcellana, n. 1911 - † 1988)

## Filosofi(3)
- Emilio Agazzi, filosofo italiano (Genova, n. 1921 - Pavia, † 1991)
- Emilio Chiocchetti, filosofo e francescano italiano (Moena, n. 1880 - Moena, † 1951)
- Emilio Garroni, filosofo e scrittore italiano (Roma, n. 1925 - Roma, † 2005)

## Fisici(7)
- Emilio Almansi, fisico e matematico italiano (Firenze, n. 1869 - Firenze, † 1948)
- Emilio Del Giudice, fisico e divulgatore scientifico italiano (Napoli, n. 1940 - Milano, † 2014)
- Emilio Guarini, fisico e inventore italiano (Fasano, n. 1879 - Bruxelles, † 1953)
- Emilio Picasso, fisico italiano (Genova, n. 1927 - † 2014)
- Emilio Segrè, fisico italiano (Tivoli, n. 1905 - Lafayette, † 1989)
- Emilio Villari, fisico italiano (Napoli, n. 1836 - Napoli, † 1904)
- Emilio Zavattini, fisico italiano (Rimini, n. 1927 - Meyrin, † 2007)

## Fotografi(1)
- Emilio Sommariva, fotografo e pittore italiano (Lodi, n. 1883 - Milano, † 1956)

## Francescani(1)
- Emilio Norsa, francescano, presbitero e compositore italiano (Mantova, n. 1873 - Roma, † 1919)

## Fumettisti(3)
- Emilio Catellani, fumettista italiano (Catania, n. 1964)
- Emilio Uberti, fumettista, regista e illustratore italiano (Roma, n. 1933 - Milano, † 2016)
- Emilio Urbano, fumettista e disegnatore italiano (Napoli, n. 1974)

## Funzionari(3)
- Emilio Caracciolo di Sarno, prefetto e politico italiano (Napoli, n. 1835 - Napoli, † 1914)
- Emilio Luci, funzionario e giurista italiano (Colle di Val d'Elsa, n. 1619 - Firenze, † 1699)
- Emilio Pellicani, funzionario italiano (Torino)

## Galleristi(1)
- Emilio Mazzoli, gallerista e editore italiano (Modena, n. 1942)

## Generali(15)
- Emilio Aguinaldo, generale e politico filippino (Cavite, n. 1869 - Quezon City, † 1964)
- Emilio Bancale, generale italiano (Padova, n. 1882 - † 1951)
- Emilio Battisti, generale italiano (Milano, n. 1889 - Bologna, † 1971)
- Emilio Becuzzi, generale italiano (Livorno, n. 1886 - Roma, † 1949)
- Emilio Canevari, generale e saggista italiano (Viterbo, n. 1888 - Santhià, † 1966)
- Emilio De Bono, generale, poliziotto e politico italiano (Cassano d'Adda, n. 1866 - Verona, † 1944)
- Emilio Degiorgis, generale italiano (Susa, n. 1844 - † 1908)
- Emilio Draghelli, generale e aviatore italiano (Ancona, n. 1900)
- Emilio Faldella, generale e agente segreto italiano (Maggiora, n. 1897 - Torino, † 1975)
- Emilio Giglioli, generale italiano (Bologna, n. 1888 - Bologna, † 1957)
- Emilio Mola, generale spagnolo (Placetas, n. 1887 - Alcocero, † 1937)
- Emilio Pallavicini, generale e politico italiano (Genova, n. 1823 - Roma, † 1901)
- Emilio Ponzio Vaglia, generale e politico italiano (Torino, n. 1831 - Roma, † 1912)
- Emilio Roberti di Castelvero, generale italiano (Acqui, n. 1781 - Acqui, † 1837)
- Emilio Spaziante, generale italiano (Caserta, n. 1952)

## Giavellottisti(1)
- Emilio Brambilla, giavellottista, lunghista e multiplista italiano (Milano, n. 1882 - † 1938)

## Ginecologi(1)
- Emilio Alfieri, ginecologo italiano (Milano, n. 1874 - Milano, † 1949)

## Giocatori di baseball(2)
- Emilio Lepetit, giocatore di baseball e dirigente sportivo italiano (n. 1930 - Siena, † 2020)
- Emilio Navarro, giocatore di baseball portoricano (Patillas, n. 1905 - Ponce, † 2011)

## Giornalisti(16)
- Emilio Bossi, giornalista, avvocato e politico svizzero (Bruzella, n. 1871 - Lugano, † 1920)
- Emilio Carelli, giornalista, autore televisivo e politico italiano (Crema, n. 1952)
- Emilio Casalini, giornalista, conduttore televisivo e scrittore italiano (Padova, n. 1969)
- Emilio Ceretti, giornalista, traduttore e critico cinematografico italiano (Milano, n. 1907 - Milano, † 1988)
- Emilio Colombo, giornalista, calciatore e arbitro di calcio italiano (Saronno, n. 1884 - Milano, † 1947)
- Emilio De Martino, giornalista, scrittore e commediografo italiano (Milano, n. 1895 - Rapallo, † 1958)
- Emilio Faelli, giornalista, scrittore e politico italiano (Parma, n. 1866 - Bra, † 1941)
- Emilio Fede, giornalista, conduttore televisivo e scrittore italiano (Barcellona Pozzo di Gotto, n. 1931)
- Emilio Lonero, giornalista e critico cinematografico italiano (Bari, n. 1924 - Roma, † 2010)
- Emilio Marrese, giornalista, scrittore e conduttore radiofonico italiano (Napoli, n. 1967)
- Emilio Nessi, giornalista italiano (Bergamo, n. 1949 - Milano, † 2009)
- Emilio Radius, giornalista, romanziere e saggista italiano (Torino, n. 1904 - Milano, † 1988)
- Emilio Ravel, giornalista, autore televisivo e scrittore italiano (Siena, n. 1933 - Castelnuovo Berardenga, † 2018)
- Emilio Rossi, giornalista e scrittore italiano (Genova, n. 1923 - Roma, † 2008)
- Emilio Violanti, giornalista e saggista italiano (Milano, n. 1923 - Monaco di Baviera, † 1968)
- Emilio de Rossignoli, giornalista e scrittore italiano (Lussinpiccolo, n. 1920 - Milano, † 1984)

## Giuristi(7)
- Emilio Albertario, giurista e storico italiano (Filighera, n. 1885 - Roma, † 1948)
- Emilio Betti, giurista e storico italiano (Camerino, n. 1890 - Camorciano di Camerino, † 1968)
- Emilio Brusa, giurista e politico italiano (Ternate, n. 1843 - Roma, † 1908)
- Emilio Costa, giurista italiano (Parma, n. 1866 - Bologna, † 1926)
- Emilio Dolcini, giurista italiano (Voghera, n. 1946)
- Emilio Papiniano, giurista romano (Siria - Roma)
- Emilio Ferretti, giurista e diplomatico italiano (Castelfranco di Sotto, n. 1489 - Avignone, † 1552)

## Hockeisti su ghiaccio(1)
- Emilio Iovio, ex hockeista su ghiaccio canadese (Hamilton, n. 1962)

## Hockeisti su pista(1)
- Emilio Bertuzzi, hockeista su pista e allenatore di hockey su pista italiano (Bologna, n. 1920 - Trieste, † 2001)

## Imitatori(1)
- Franco Rosi, imitatore italiano (Roma, n. 1944 - Magenta, † 2019)

## Imprenditori(9)
- Emilio Bozzi, imprenditore italiano (Milano, n. 1873 - Milano, † 1936)
- Emilio Gallo, imprenditore italiano (n. 1870 - † 1945)
- Emilio Gnutti, imprenditore e dirigente d'azienda italiano (Brescia, n. 1947)
- Emilio Juri, imprenditore e dirigente sportivo svizzero (Faido, n. 1947 - Bellinzona, † 2013)
- Emilio Lavazza, imprenditore italiano (Torino, n. 1932 - Torino, † 2010)
- Emilio Carlo Mangini, imprenditore, scrittore e museologo italiano (Milano, n. 1912 - Albenga, † 2003)
- Emilio Maraini, imprenditore e politico svizzero (Lugano, n. 1853 - Roma, † 1916)
- Emilio Treves, imprenditore, editore e giornalista italiano (Trieste, n. 1834 - Milano, † 1916)
- Enrico Vismara, imprenditore e politico italiano (Modena, n. 1873 - † 1940)

## Informatici(1)
- Emilio Marcos Palma, informatico argentino (Base Esperanza, n. 1978)

## Ingegneri(6)
- Emilio Battista, ingegnere e politico italiano (Terracina, n. 1903 - † 1976)
- Emilio Franchi Maggi, ingegnere e politico italiano (Pavia, n. 1852 - Pavia, † 1925)
- Emilio Gatti, ingegnere e fisico italiano (Torino, n. 1922 - Milano, † 2016)
- Emilio Massa, ingegnere italiano (n. 1927 - Milano, † 1998)
- Nino Ronco, ingegnere e politico italiano (Genova, n. 1863 - Genova, † 1949)
- Emilio Rosetti, ingegnere e matematico italiano (Forlimpopoli, n. 1839 - Milano, † 1908)

## Inventori(1)
- Emilio Ghisoni, inventore e progettista italiano (n. 1937 - † 2008)

## Latinisti(2)
- Emilio Merone, latinista e poeta italiano (Sant'Anastasia, n. 1916 - Sant'Anastasia, † 1975)
- Emilio Pianezzola, latinista italiano (Marostica, n. 1935 - Padova, † 2016)

## Letterati(2)
- Emilio Maria Manolesso, letterato italiano (n. 1547 - Venezia)
- Emilio Amedeo De Tipaldo, letterato e giurista italiano (Corfù, n. 1798 - Mirano, † 1878)

## Linguisti(1)
- Emilio Teza, linguista, glottologo e traduttore italiano (Venezia, n. 1831 - Padova, † 1912)

## Lottatori(1)
- Emilio Raicevich, lottatore e attore italiano (Trieste, n. 1873 - Buenos Aires, † 1924)

## Mafiosi(1)
- Emilio Castelletti, mafioso italiano (Roma, n. 1951)

## Magistrati(1)
- Emilio Alessandrini, magistrato italiano (Penne, n. 1942 - Milano, † 1979)

## Matematici(6)
- Emilio Artom, matematico italiano (Torino, n. 1888 - Torino, † 1952)
- Emilio Bajada, matematico italiano (Tunisi, n. 1914 - Modena, † 1984)
- Emilio Clauser, matematico e fisico italiano (Milano, n. 1917 - Milano, † 1986)
- Emilio Gagliardo, matematico italiano (Genova, n. 1930 - Genova, † 2008)
- Emilio Spedicato, matematico italiano (Milano, n. 1945)
- Emilio Teglio, matematico italiano (Modena, n. 1873 - Brescia, † 1940)

## Medici(4)
- Emilio Casa, medico e storico italiano (Parma, n. 1819 - Parma, † 1904)
- Emilio Cipriani, medico e politico italiano (Firenze, n. 1814 - Roma, † 1883)
- Emilio Ratti, medico, presbitero e missionario italiano (Follo, n. 1939)
- Emilio Tiraboschi, medico italiano (Bergamo, n. 1862 - Bergamo, † 1913)

## Mezzofondisti(3)
- Emilio Banfi, mezzofondista italiano (Saronno, n. 1881)
- Emilio Giovanoli, mezzofondista italiano (Milano, n. 1886)
- Emilio Lunghi, mezzofondista e velocista italiano (Genova, n. 1886 - Genova, † 1925)

## Militari(19)
- Emilio Barberi, militare italiano (Forte dei Marmi, n. 1917 - Forte dei Marmi, † 2002)
- Emilio Bianchi, militare italiano (Sondalo, n. 1912 - Viareggio, † 2015)
- Emilio Bianchi, militare italiano (Ancona, n. 1882 - Hudi Log, † 1917)
- Emilio Bonelli, militare, scrittore e esploratore spagnolo (Saragozza, n. 1854 - Madrid, † 1926)
- Emilio Bongioanni, militare italiano (Torino, n. 1898 - Selva del Montello, † 1918)
- Emilio Caizzo, militare italiano (Castelmezzano, n. 1920 - Tobruch, † 1941)
- Emilio Castelli, militare, diplomatico e politico italiano (Venezia, n. 1832 - Quarto dei Mille, † 1919)
- Emilio Cirino, militare italiano (Montalto Uffugo, n. 1895 - Kucj, † 1943)
- Emilio Danieli, militare italiano (Rovigo, n. 1898 - Quote 800 e 811 di Sierra Grana, † 1937)
- Emilio Faà di Bruno, militare e marinaio italiano (Alessandria, n. 1820 - al largo dell'Isola di Lissa, † 1866)
- Emilio Grazioli, militare e prefetto italiano (Zibido San Giacomo, n. 1899 - Milano, † 1969)
- Emilio Legnani, militare italiano (Milano, n. 1918 - Genova, † 2006)
- Emilio Maccolini, militare italiano (Busseto, n. 1908 - Calaminò Debri, † 1936)
- Emilio Marchi, militare e aviatore italiano (Palermo, n. 1917 - Udine, † 1944)
- Emilio Orlandini, ufficiale e aviatore italiano (Codigoro, n. 1910 - Pomezia, † 1964)
- Emilio Pantanali, militare italiano (Udine, n. 1893 - Roma, † 1952)
- Emilio Rolla, militare italiano (Boffalora sopra Ticino, n. 1890 - Argonne, † 1918)
- Emilio Sailer, militare e politico italiano (Milano, n. 1865 - Roma, † 1945)
- Emilio Solari, militare e politico italiano (Genova, n. 1864 - Roma, † 1954)

## Musicisti(2)
- Emilio Estefan, musicista e produttore discografico cubano (L'Avana, n. 1953)
- Emilio Pizzi, musicista e compositore italiano (Verona, n. 1861 - Milano, † 1940)

## Neuroscienziati(1)
- Emilio Bizzi, neuroscienziato statunitense (Roma, n. 1933)

## Nobili(3)
- Emilio Balbo Bertone di Sambuy, nobile, agronomo e generale italiano (Torino, n. 1800 - Lesegno, † 1872)
- Emilio Barbiano di Belgiojoso d'Este, nobile e dirigente sportivo italiano (Milano, n. 1855 - Milano, † 1944)
- Emilio Carlo di Leiningen, nobile tedesco (Dürckheim, n. 1763 - Amorbach, † 1814)

## Nuotatori(1)
- Emilio Polli, nuotatore italiano (Milano, n. 1901 - Milano, † 1983)

## Operai(1)
- Emilio Guarnaschelli, operaio e antifascista italiano (Torino, n. 1911 - Magadan, † 1938)

## Organisti(1)
- Emilio Busolini, organista e compositore italiano (Trieste, n. 1910 - Trieste, † 2010)

## Ostacolisti(1)
- Emilio Mori, ostacolista e multiplista italiano (Monsummano Terme, n. 1908 - L'Aquila, † 1998)

## Pallanuotisti(1)
- Emilio Bulgarelli, pallanuotista italiano (Reggio Calabria, n. 1917 - Napoli, † 1993)

## Parolieri(2)
- Emilio De Sanzuane, paroliere, compositore e editore italiano (Venezia, n. 1920 - † 2012)
- Emilio Di Stefano, paroliere italiano (Eboli, n. 1953)

## Partigiani(6)
- Emilio Canzi, partigiano italiano (Piacenza, n. 1893 - Piacenza, † 1945)
- Emilio Casalini, partigiano italiano (Pontedecimo, n. 1920 - Voltaggio, † 1944)
- Emilio Ferretti, partigiano, sindacalista e politico italiano (Ancona, n. 1923 - Ancona, † 2007)
- Emilio Giubellini, partigiano italiano (Mezzano Inferiore, n. 1922 - Padova, † 1945)
- Emilio Sarzi Amadé, partigiano e giornalista italiano (Curtatone, n. 1925 - Milano, † 1989)
- Emilio Vecchia, partigiano italiano (Castelleone, n. 1924 - Casanova, † 1944)

## Patologi(1)
- Emilio Veratti, patologo e batteriologo italiano (Biumo Superiore, n. 1872 - Biumo Superiore, † 1967)

## Patrioti(5)
- Emilio Bignami, patriota, scrittore e ingegnere italiano (Milano, n. 1829 - Dongo, † 1910)
- Emilio Buttironi, patriota italiano (Suzzara, n. 1844 - Pavia, † 1919)
- Emilio Dandolo, patriota e militare italiano (Varese, n. 1830 - Milano, † 1859)
- Emilio Morosini, patriota italiano (Varese, n. 1830 - Roma, † 1849)
- Emilio Zasio, patriota e militare italiano (Pralboino, n. 1831 - Vigevano, † 1869)

## Piloti automobilistici(5)
- Emilio Giletti, pilota automobilistico italiano (Trivero, n. 1929 - Novara, † 2020)
- Emilio Materassi, pilota automobilistico italiano (Borgo San Lorenzo, n. 1894 - Monza, † 1928)
- Emilio Villoresi, pilota automobilistico italiano (Milano, n. 1913 - Monza, † 1939)
- Emilio de Villota, ex pilota automobilistico spagnolo (Madrid, n. 1946)
- Emilio Zapico, pilota automobilistico spagnolo (León, n. 1944 - Huete, † 1996)

## Piloti motociclistici(3)
- Emilio Alzamora, pilota motociclistico spagnolo (Lérida, n. 1973)
- Emilio Mendogni, pilota motociclistico italiano (San Lazzaro Parmense, n. 1932 - Desio, † 2008)
- Emilio Ostorero, pilota motociclistico italiano (Avigliana, n. 1934 - Torino, † 2023)

## Pittori(26)
- Emilio Boggio, pittore venezuelano (Caracas, n. 1857 - Auvers-sur-Oise, † 1920)
- Emilio Borsa, pittore e incisore italiano (Milano, n. 1857 - Monza, † 1931)
- Emilio Costantini, pittore e mercante d'arte italiano (n. 1842 - † 1926)
- Emilio Donnini, pittore italiano (Firenze, n. 1809 - Firenze, † 1886)
- Emilio Gola, pittore e ingegnere italiano (Milano, n. 1851 - Milano, † 1923)
- Emilio Grau Sala, pittore spagnolo (Barcellona, n. 1911 - Parigi, † 1975)
- Emilio Longoni, pittore italiano (Barlassina, n. 1859 - Milano, † 1932)
- Emilio Magistretti, pittore italiano (Milano, n. 1851 - Milano, † 1936)
- Emilio Mantelli, pittore e incisore italiano (Genova, n. 1884 - Verona, † 1918)
- Emilio Mauri, pittore venezuelano (La Guaira, n. 1855 - Caracas, † 1908)
- Emilio Murdolo, pittore italiano (Villa San Giovanni, n. 1889 - Bagheria, † 1965)
- Emilio Niero, pittore italiano (Venezia, n. 1927 - Venezia, † 1973)
- Emilio Notte, pittore italiano (Ceglie Messapica, n. 1891 - Napoli, † 1982)
- Emilio Parma, pittore italiano (Monza, n. 1874 - Monza, † 1950)
- Emilio Pasini, pittore italiano (Brescia, n. 1872 - Brescia, † 1953)
- Emilio Perinetti, pittore italiano (Piacenza, n. 1853 - Castell'Arquato, † 1936)
- Emilio Pettoruti, pittore argentino (La Plata, n. 1892 - Parigi, † 1971)
- Emilio Rizzi, pittore italiano (Cremona, n. 1881 - Brescia, † 1952)
- Elia Sala, pittore, scultore e architetto italiano (Milano, n. 1864 - Gorlaprecotto, † 1920)
- Emilio Savonanzi, pittore italiano (Bologna, n. 1595 - Camerino, † 1666)
- Emilio Scanavino, pittore e scultore italiano (Genova, n. 1922 - Milano, † 1986)
- Emilio Tadini, pittore, scrittore e poeta italiano (Milano, n. 1927 - Milano, † 2002)
- Emilio Taruffi, pittore italiano (n. 1633 - † 1696)
- Emilio Vasarri, pittore italiano (Montevarchi, n. 1862 - Parigi, † 1928)
- Emilio Vedova, pittore, incisore e partigiano italiano (Venezia, n. 1919 - Venezia, † 2006)
- Emilio Vitali, pittore italiano (Milano, n. 1901 - Milano, † 1980)

## Poeti(10)
- Emilio Agostini, poeta italiano (Sassetta, n. 1874 - Rio nell'Elba, † 1941)
- Emilio Consiglio, poeta, scrittore e giornalista italiano (Taranto, n. 1841 - Taranto, † 1905)
- Emilio Macro, poeta romano (Verona - Asia, † 16 a.C.)
- Emilio Milan, poeta italiano (Caltanissetta, n. 1913 - Caltanissetta, † 1989)
- Emilio Oribe, poeta uruguaiano (Melo, n. 1893 - Montevideo, † 1975)
- Emilio Prados, poeta spagnolo (Malaga, n. 1899 - Città del Messico, † 1962)
- Emilio Pugliese, poeta, rivoluzionario e patriota italiano (Cirò, n. 1811 - Cirò, † 1852)
- Emilio Rentocchini, poeta e scrittore italiano (Sassuolo, n. 1949)
- Emilio Ricci, poeta italiano (Torremaggiore, n. 1891 - Doberdò del Lago, † 1915)
- Emilio Zucchi, poeta, critico letterario e giornalista italiano (Parma, n. 1963)

## Politici(46)
- Emilio Aceval, politico paraguaiano (Asunción, n. 1853 - Asunción, † 1931)
- Emilio Argiroffi, politico e poeta italiano (Mandanici, n. 1922 - Taurianova, † 1998)
- Emilio Arlotti, politico italiano (Ferrara, n. 1883 - Ferrara, † 1943)
- Emilio Balletti, politico italiano (Cosenza, n. 1905 - Napoli, † 1986)
- Emilio Biaggini, politico italiano (La Spezia, n. 1896)
- Emilio Bodrero, politico e storico della filosofia italiano (Roma, n. 1874 - Roma, † 1949)
- Emilio Bonifazi, politico italiano (Frasso Sabino, n. 1961)
- Emilio Broglio, politico italiano (Milano, n. 1814 - Roma, † 1892)
- Emilio Caccialanza, politico e avvocato italiano (Lodi, n. 1858)
- Emilio Caldara, politico italiano (Soresina, n. 1868 - Milano, † 1942)
- Emilio Colombo, politico italiano (Potenza, n. 1920 - Roma, † 2013)
- Emilio Cuccu, politico italiano (Terralba, n. 1919 - † 1994)
- Emilio D'Amore, politico italiano (Montefalcione, n. 1915 - Avellino, † 2017)
- Emilio Q. Daddario, politico statunitense (Newton Center, n. 1918 - Washington, † 2010)
- Emilio De Feo, politico italiano (Napoli, n. 1920 - Salerno, † 1987)
- Emilio De Rose, politico e medico italiano (Marano Marchesato, n. 1939 - Verona, † 2018)
- Emilio Del Bono, politico italiano (Brescia, n. 1965)
- Emilio Dulio, politico italiano (Borgomanero, n. 1859 - Borgomanero, † 1950)
- Emilio Retto, politico romano
- Emilio Estrada, politico ecuadoriano (n. 1855 - † 1911)
- Emilio Ferrero, politico e generale italiano (Cuneo, n. 1819 - Firenze, † 1887)
- Emilio Floris, politico italiano (Cagliari, n. 1944)
- Emilio Gabaglio, politico e sindacalista italiano (Como, n. 1937 - Roma, † 2024)
- Emilio Iarrusso, politico, paroliere e giornalista italiano (Benevento, n. 1925 - Benevento, † 2002)
- Emilio Luci, politico e giurista italiano (Colle di Val d'Elsa, n. 1546 - Roma, † 1607)
- Emilio Luci, politico e giurista italiano (Firenze, n. 1700 - Firenze, † 1766)
- Emilio Baj Macario, politico italiano (Cinisello, n. 1870 - Cinisello, † 1929)
- Emilio Mattucci, politico italiano (Atri, n. 1920 - Atri, † 2000)
- Emilio Molinari, politico italiano (Milano, n. 1939 - Milano, † 2025)
- Emilio Neri, politico italiano (Belluno, n. 1932)
- Emilio Pascale, politico italiano (Bari, n. 1830 - Roma, † 1904)
- Emilio Patrissi, politico italiano (Palermo, n. 1910 - Roma, † 1980)
- Emilio Pegoraro, politico e partigiano italiano (Fontaniva, n. 1921 - Padova, † 2022)
- Emilio Perrone, politico italiano (Foggia, n. 1843 - Foggia, † 1916)
- Emilio Podestà, politico italiano (Ponte dell'Olio, n. 1933)
- Emilio Portes Gil, politico messicano (Ciudad Victoria, n. 1890 - Città del Messico, † 1978)
- Emilio Pulli, politico italiano (Squinzano, n. 1926 - Martina Franca, † 1998)
- Emilio Sabattini, politico italiano (Vignola, n. 1952)
- Emilio Salvi, politico italiano (Casalbuono, n. 1881 - † 1954)
- Emilio Secci, politico italiano (Terni, n. 1912 - Terni, † 1976)
- Emilio Suardi, politico e partigiano italiano (Romano di Lombardia, n. 1905 - Romano di Lombardia, † 1983)
- Emilio Pérez Touriño, politico spagnolo (La Coruña, n. 1948)
- Emilio Veggetti, politico e letterato italiano (Grizzana Morandi, n. 1877 - Bologna, † 1953)
- Emilio Vesce, politico e giornalista italiano (Cairano, n. 1939 - Padova, † 2001)
- Emilio Zannerini, politico e partigiano italiano (Massa Marittima, n. 1891 - Grosseto, † 1969)
- Emilio Zanoni, politico italiano (Cremona, n. 1914 - Ponte di Legno, † 1995)

## Poliziotti(1)
- Emilio Santillo, poliziotto italiano (Santa Maria Capua Vetere, n. 1917 - Roma, † 1981)

## Presbiteri(5)
- Emilio Barsotti, presbitero, scrittore e partigiano italiano (Fabbriche di Vallico, n. 1890 - Magliano, † 1980)
- Emilio Bufardeci, presbitero, patriota e politico italiano (Siracusa, n. 1816 - Siracusa, † 1899)
- Emilio Cordero, presbitero, regista e produttore cinematografico italiano (Priocca, n. 1917 - Ariccia, † 2010)
- Emilio de Roja, presbitero e partigiano italiano (Klagenfurt, n. 1919 - Udine, † 1992)
- Emilio Maffei, presbitero, poeta e patriota italiano (Potenza, n. 1809 - Potenza, † 1881)

## Principi(3)
- Emilio Altieri, II principe di Oriolo, principe italiano (Roma, n. 1670 - Roma, † 1721)
- Emilio Carlo Altieri, IV principe di Oriolo, principe italiano (Roma, n. 1723 - Roma, † 1801)
- Emilio Altieri, VII principe di Oriolo, principe italiano (Roma, n. 1819 - Roma, † 1900)

## Produttori cinematografici(1)
- Emilio Bolles, produttore cinematografico italiano (Somma Lombardo, n. 1950)

## Psicoanalisti(1)
- Emilio Servadio, psicoanalista, parapsicologo e esoterista italiano (Sestri Ponente, n. 1904 - Roma, † 1995)

## Pugili(2)
- Emilio Correa, pugile cubano (L'Avana, n. 1985)
- Emilio Correa Sr., pugile cubano (Santiago de Cuba, n. 1953 - Boa Vista, † 2024)

## Registi(3)
- Emilio Fernández, regista, sceneggiatore e attore messicano (Mineral del Hondo, n. 1904 - Città del Messico, † 1986)
- Emilio Martínez Lázaro, regista e sceneggiatore spagnolo (Madrid, n. 1945)
- Emilio P. Miraglia, regista italiano (Casarano, n. 1924 - Roma, † 1982)

## Retori(1)
- Emilio Magno Arborio, retore e avvocato romano (Costantinopoli)

## Rugbisti a 15(3)
- Emilio Andina, rugbista a 15 italiano (Pesaro, n. 1928 - Milano, † 2015)
- Elio Fusco, rugbista a 15 e allenatore di rugby a 15 italiano (Napoli, n. 1933 - † 2009)
- Tito Lupini, rugbista a 15 e allenatore di rugby a 15 sudafricano (Johannesburg, n. 1956 - Johannesburg, † 2021)

## Scacchisti(1)
- Emilio Orsini, scacchista e compositore di scacchi italiano (Livorno, n. 1839 - Livorno, † 1898)

## Schermidori(1)
- Emilio Salafia, schermidore italiano (Palermo, n. 1910 - Palermo, † 1969)

## Scrittori(12)
- Emilio Castelar, scrittore e politico spagnolo (Cadice, n. 1832 - San Pedro del Pinatar, † 1899)
- Emilio D'Alessandro, scrittore italiano (Cassino, n. 1941)
- Emilio De Marchi, scrittore, poeta e traduttore italiano (Milano, n. 1851 - Milano, † 1901)
- Emilio Garro, scrittore, giornalista e religioso italiano (La Spezia, n. 1887 - Torino, † 1975)
- Emilio Geiler, scrittore svizzero (Bellinzona, n. 1900 - Locarno, † 1971)
- Emilio Jona, scrittore, poeta e drammaturgo italiano (Biella, n. 1927)
- Emilio Lussu, scrittore, militare e politico italiano (Armungia, n. 1890 - Roma, † 1975)
- Emilio Praga, scrittore, poeta e pittore italiano (Gorla, n. 1839 - Milano, † 1875)
- Emilio Salgari, scrittore italiano (Verona, n. 1862 - Torino, † 1911)
- Emilio Sanna, scrittore e giornalista italiano (Lendinara, n. 1928 - Ciampino, † 2019)
- Emilio Sereni, scrittore, partigiano e politico italiano (Roma, n. 1907 - Roma, † 1977)
- Emilio Settimelli, scrittore italiano (Firenze, n. 1891 - Lipari, † 1954)

## Scultori(12)
- Emilio Anselmi, scultore italiano (Castellarano, n. 1940)
- Emilio Bisi, scultore italiano (Milano, n. 1850 - Milano, † 1920)
- Emilio Boni, scultore e pittore italiano (Prato, n. 1844 - Prato, † 1867)
- Emilio Franceschi, scultore italiano (Firenze, n. 1839 - Napoli, † 1890)
- Emilio Gallori, scultore italiano (Firenze, n. 1846 - Siena, † 1924)
- Emilio Greco, scultore, scrittore e illustratore italiano (Catania, n. 1913 - Roma, † 1995)
- Emilio Magoni, scultore e pittore italiano (Brescia, n. 1867 - Brescia, † 1922)
- Emilio Marsili, scultore italiano (Venezia, n. 1841 - Venezia, † 1926)
- Emilio Musso, scultore italiano (Torino, n. 1890 - Torino, † 1973)
- Emilio Quadrelli, scultore italiano (Milano, n. 1863 - Milano, † 1925)
- Emilio Santarelli, scultore italiano (Firenze, n. 1801 - Firenze, † 1886)
- Emilio Zocchi, scultore italiano (Firenze, n. 1835 - Firenze, † 1913)

## Sindacalisti(3)
- Emilio Canevari, sindacalista e politico italiano (Pieve Porto Morone, n. 1880 - Roma, † 1964)
- Emilio Grandinetti, sindacalista, attivista e giornalista italiano (Decollatura, n. 1882 - Chicago, † 1964)
- Emilio Pugno, sindacalista e politico italiano (Torino, n. 1922 - Torino, † 1995)

## Slittinisti(1)
- Emilio Lechner, ex slittinista italiano (Rio di Pusteria, n. 1940)

## Statistici(1)
- Emilio Morpurgo, statistico e politico italiano (Padova, n. 1836 - Padova, † 1885)

## Stilisti(2)
- Emilio Cavallini, stilista e imprenditore italiano (San Miniato, n. 1945)
- Emilio Schuberth, stilista italiano (Napoli, n. 1904 - Roma, † 1972)

## Storici(5)
- Emilio Comba, storico e religioso italiano (San Germano Chisone, n. 1839 - Guttannen, † 1904)
- Emilio Gabba, storico italiano (Pavia, n. 1927 - Pavia, † 2013)
- Emilio Gentile, storico italiano (Bojano, n. 1946)
- Emilio Motta, storico e numismatico svizzero (Bellinzona, n. 1855 - Roveredo, † 1920)
- Emilio Raffaele Papa, storico e avvocato italiano (Imola, n. 1931 - Torino, † 2022)

## Storici dell'arte(1)
- Emilio Lavagnino, storico dell'arte e critico d'arte italiano (Roma, n. 1898 - Ginevra, † 1963)

## Supercentenari(1)
- Emilio Flores Márquez, supercentenario portoricano (Carolina, n. 1908 - Rio Piedras, † 2021)

## Tennisti(5)
- Emilio Benfele Álvarez, ex tennista spagnolo (Figueres, n. 1972)
- Emilio Gómez, tennista ecuadoriano (Guayaquil, n. 1991)
- Emilio Montano, ex tennista messicano (Città del Messico, n. 1953)
- Emilio Nava, tennista statunitense (Los Angeles, n. 2001)
- Emilio Sánchez, ex tennista spagnolo (Madrid, n. 1965)

## Tenori(6)
- Emilio De Marchi, tenore italiano (Voghera, n. 1861 - Milano, † 1917)
- Emilio Naudin, tenore italiano (Parma, n. 1823 - Bologna, † 1890)
- Emilio Pancani, tenore italiano (Firenze, n. 1823 - Amburgo, † 1897)
- Emilio Perea, tenore italiano (Milano, n. 1884 - Milano, † 1946)
- Emilio Renzi, tenore italiano (Faenza, n. 1908 - Torino, † 1990)
- Emilio Venturini, tenore italiano (n. 1878 - † 1952)

## Traduttori(1)
- Emilio Castellani, traduttore italiano (Milano, n. 1911 - Milano, † 1985)

## Vescovi(1)
- Emilio di Benevento, vescovo italiano

## Vescovi cattolici(6)
- Emilio Simeón Allué Carcasona, vescovo cattolico spagnolo (Huesca, n. 1935 - Boston, † 2020)
- Emilio Aranguren Echeverría, vescovo cattolico cubano (Santa Clara, n. 1950)
- Emilio Biancheri, vescovo cattolico italiano (Ventimiglia, n. 1908 - Rimini, † 1982)
- Emilio Giacomo Cavalieri, vescovo cattolico italiano (Napoli, n. 1663 - Troia, † 1726)
- Emilio Guano, vescovo cattolico e biblista italiano (Genova, n. 1900 - Genova, † 1970)
- Emilio Patriarca, vescovo cattolico e missionario italiano (Como, n. 1937)

## Violinisti(2)
- Emilio Daniele, violinista, paroliere e compositore italiano (Cervere, n. 1902 - Milano, † 1970)
- Emilio Straudi, violinista, direttore d'orchestra e compositore italiano (Biella, n. 1930 - Ponderano, † 2017)

## Zoologi(1)
- Emilio Cornalia, zoologo, paleontologo e naturalista italiano (Milano, n. 1824 - Milano, † 1882)

## Senza attività specificata(1)
- Emilio Aspro, romano